# I liga argentyńska w piłce nożnej (1926)
W roku 1926 Argentyna miała dwóch mistrzów w rozgrywkach organizowanych przez dwie konkurencyjne federacje piłkarskie. Był to już ostatni taki sezon – w następnym sezonie była już tylko jedna liga zorganizowana przez federację Asociación Amateurs Argentina de Football powstałą z połączenia dwóch dotychczasowych federacji.
Mistrzem Argentyny w ramach rozgrywek organizowanych przez federację piłkarską Asociación Argentina de Football został klub Boca Juniors, natomiast tytuł wicemistrza Argentyny zdobył klub Argentinos Juniors Buenos Aires.
Mistrzem Argentyny w ramach rozgrywek organizowanych przez federację piłkarską Asociación Amateurs de Football został klub CA Independiente, natomiast tytuł wicemistrza Argentyny zdobył klub San Lorenzo de Almagro.

## Primera División – Asociación Argentina de Football
Mistrzem Argentyny w roku 1926 w ramach rozgrywek organizowanych przez federację piłkarską Asociación Argentina de Football został klub Boca Juniors, natomiast tytuł wicemistrza Argentyny zdobył klub Argentinos Juniors Buenos Aires. W trakcie sezonu ligę opuściło sześć klubów, które przeszły do konkurencyjnej federacji. Wyniki meczów z udziałem tych klubów anulowano.

### Kolejka 1
| Data             | Mecz |
| ---------------- | --- |
| 18 kwietnia 1926 | Universal Buenos Aires – Club El Porvenir 2:4 ?, ? – Abaurri (2), Rojo, José Gurrutchague mecz anulowano |
| 18 kwietnia 1926 | Sportivo Barracas Buenos Aires – Nueva Chicago Buenos Aires 0:1 mecz anulowano                           |
| 18 kwietnia 1926 | Sportivo Dock Sud – Chacarita Juniors 2:2                                                                |
| 18 kwietnia 1926 | CA Alvear – CA All Boys 0:1 mecz anulowano                                                               |
| 18 kwietnia 1926 | San Fernando Buenos Aires – CA Temperley 1:1 mecz anulowano                                              |
| 18 kwietnia 1926 | Sportsman Buenos Aires – Del Plata Buenos Aires 2:0                                                      |
| 18 kwietnia 1926 | Argentino de CA Argentino de Quilmes – Palermo Buenos Aires 3:2 E. Quadrio (2), Aguirrebarrena – ?, ?    |
| 18 kwietnia 1926 | Club Progresista – Porteño Buenos Aires 4:1                                                              |
| 18 kwietnia 1926 | Colegiales Buenos Aires – Boca Alumni Buenos Aires 6:2 mecz anulowano                                    |
| 18 kwietnia 1926 | Argentino de CA Banfield – General San Martín Buenos Aires 1:0                                           |
| 12 września 1926 | Sportivo Balcarce Buenos Aires – Boca Juniors 0:2 Roberto Cherro, Benjamín Delgado                       |

### Kolejka 2
| Data             | Mecz                                                                                                  |
| ---------------- | --- |
| 25 kwietnia 1926 | CA Huracán – Del Plata Buenos Aires 6:0                                                               |
| 25 kwietnia 1926 | CA All Boys – Universal Buenos Aires 3:1 mecz anulowano                                               |
| 25 kwietnia 1926 | Club El Porvenir – Sportivo Balcarce Buenos Aires 2:0 Carmelo Pozzo, José Gurrutchague mecz anulowano |
| 25 kwietnia 1926 | Palermo Buenos Aires – CA Temperley 2:0 mecz anulowano                                                |
| 25 kwietnia 1926 | Boca Alumni Buenos Aires – Argentino de CA Banfield 4:0                                               |
| 25 kwietnia 1926 | Porteño Buenos Aires – Sportivo Dock Sud 0:5                                                          |
| 25 kwietnia 1926 | Nueva Chicago Buenos Aires – San Fernando Buenos Aires 1:0 mecz anulowano                             |
| 25 kwietnia 1926 | CA Alvear – Colegiales Buenos Aires 0:1 mecz anulowano                                                |
| 25 kwietnia 1926 | Club Progresista – Argentino de CA Argentino de Quilmes 0:1 E. Quadrio                                |
| 25 kwietnia 1926 | Chacarita Juniors – General San Martín Buenos Aires 2:0                                               |
| 26 września 1926 | Boca Juniors – Argentinos Juniors Buenos Aires 2:2 Roberto Cherro, Mario Fortunato – Mapelli, Meraldi |

### Kolejka 3
| Data        | Mecz                                                                             |
| ----------- | -------------------------------------------------------------------------------- |
| 2 maja 1926 | Colegiales Buenos Aires – CA Huracán 5:1 mecz anulowano                          |
| 2 maja 1926 | Boca Juniors – Sportivo Dock Sud 3:0 Alfredo Garasini, Ángel Tazza, Alfredo Elli |
| 2 maja 1926 | General San Martín Buenos Aires – Argentinos Juniors Buenos Aires 0:3            |
| 2 maja 1926 | Argentino de CA Banfield – Sportivo Barracas Buenos Aires 2:2 mecz anulowano     |
| 2 maja 1926 | Palermo Buenos Aires – Sportivo Balcarce Buenos Aires 2:2                        |
| 2 maja 1926 | Universal Buenos Aires – Argentino de CA Argentino de Quilmes 2:1                |
| 2 maja 1926 | Del Plata Buenos Aires – Boca Alumni Buenos Aires 1:2                            |
| 2 maja 1926 | CA All Boys – Chacarita Juniors 0:0 mecz anulowano                               |
| 2 maja 1926 | Sportsman Buenos Aires – San Fernando Buenos Aires 1:0                           |
| 2 maja 1926 | CA Alvear – Club El Porvenir 0:0 mecz anulowano                                  |

### Kolejka 4
| Data        | Mecz                                                                                                   |
| ----------- | --- |
| 9 maja 1926 | Club Progresista – Colegiales Buenos Aires 2:3 mecz anulowano                                          |
| 9 maja 1926 | CA Alvear – CA Temperley 0:1 mecz anulowano                                                            |
| 9 maja 1926 | Del Plata Buenos Aires – Sportivo Barracas Buenos Aires 2:5 mecz anulowano                             |
| 9 maja 1926 | CA Huracán – Sportivo Balcarce Buenos Aires 3:1                                                        |
| 9 maja 1926 | Boca Juniors – Club El Porvenir 5:0 Ángel Tazza (2), Roberto Cherro (2), Ángel Médici k mecz anulowano |
| 9 maja 1926 | San Fernando Buenos Aires – Palermo Buenos Aires 1:2                                                   |
| 9 maja 1926 | Universal Buenos Aires – General San Martín Buenos Aires 1:1                                           |
| 9 maja 1926 | Argentino de CA Banfield – Nueva Chicago Buenos Aires 0:2 mecz anulowano                               |
| 9 maja 1926 | Boca Alumni Buenos Aires – Chacarita Juniors 0:0                                                       |
| 9 maja 1926 | Argentinos Juniors Buenos Aires – CA All Boys 3:0 mecz anulowano                                       |
| 9 maja 1926 | Argentino de CA Argentino de Quilmes – Sportivo Dock Sud 1:0                                           |
| 9 maja 1926 | Sportsman Buenos Aires – Porteño Buenos Aires 4:1                                                      |

### Kolejka 5
| Data         | Mecz |
| ------------ | --- |
| 16 maja 1926 | Palermo Buenos Aires – Boca Juniors 0:3 Solari s, Ángel Tazza, Roberto Cherro                                          |
| 16 maja 1926 | Nueva Chicago Buenos Aires – Club Progresista 1:0 mecz anulowano                                                       |
| 16 maja 1926 | CA Huracán – Argentino de CA Argentino de Quilmes 2:0                                                                  |
| 16 maja 1926 | Sportivo Barracas Buenos Aires – San Fernando Buenos Aires 3:0 mecz anulowano                                          |
| 16 maja 1926 | Chacarita Juniors – Argentino de CA Banfield 1:0                                                                       |
| 16 maja 1926 | Porteño Buenos Aires – Argentinos Juniors Buenos Aires 2:3 mecz rozegrany został na stadionie klubu Argentinos Juniors |
| 16 maja 1926 | Del Plata Buenos Aires – Club El Porvenir 0:1 José Gurrutchague mecz anulowano                                         |
| 16 maja 1926 | CA Temperley – CA All Boys 2:0 mecz anulowano                                                                          |
| 16 maja 1926 | Sportivo Balcarce Buenos Aires – CA Alvear 3:1                                                                         |
| 16 maja 1926 | General San Martín Buenos Aires – Sportsman Buenos Aires 2:2                                                           |
| 16 maja 1926 | Universal Buenos Aires – Sportivo Dock Sud Buenoas Aires walkower dla Universal Buenos Aires                           |

### Kolejka 6
| Data             | Mecz                                                                               |
| ---------------- | ---------------------------------------------------------------------------------- |
| 30 maja 1926     | Boca Juniors – Sportsman Buenos Aires 4:0 Roberto Dighero (3), Ángel Tazza         |
| 30 maja 1926     | Sportivo Barracas Buenos Aires – CA Huracán 2:1 mecz anulowano                     |
| 30 maja 1926     | Sportivo Dock Sud – Colegiales Buenos Aires 3:3 mecz anulowano                     |
| 30 maja 1926     | CA Temperley – Chacarita Juniors 1:1 mecz anulowano                                |
| 30 maja 1926     | Porteño Buenos Aires – Sportivo Balcarce Buenos Aires 2:6                          |
| 30 maja 1926     | Argentino de CA Banfield – Universal Buenos Aires 2:0                              |
| 30 maja 1926     | Club El Porvenir – Nueva Chicago Buenos Aires 0:1 mecz anulowano                   |
| 30 maja 1926     | Argentino de CA Argentino de Quilmes – Boca Alumni Buenos Aires 1:1 H. Vázquez – ? |
| 30 maja 1926     | Club Progresista – Del Plata Buenos Aires 4:1                                      |
| 30 maja 1926     | San Fernando Buenos Aires – CA All Boys 3:1 mecz anulowano                         |
| 30 maja 1926     | CA Alvear – General San Martín Buenos Aires 4:1                                    |
| 19 września 1926 | Palermo Buenos Aires – Argentinos Juniors Buenos Aires 1:1                         |

### Kolejka 7
| Data            | Mecz |
| --------------- | --- |
| 6 czerwca 1926  | Argentinos Juniors Buenos Aires – Del Plata Buenos Aires 2:1                                              |
| 6 czerwca 1926  | Boca Alumni Buenos Aires – Club Progresista 1:2                                                           |
| 6 czerwca 1926  | Universal Buenos Aires – Palermo Buenos Aires 1:4                                                         |
| 6 czerwca 1926  | San Fernando Buenos Aires – Argentino de CA Banfield 3:1                                                  |
| 6 czerwca 1926  | Colegiales Buenos Aires – Sportivo Barracas Buenos Aires 2:2 mecz anulowano                               |
| 6 czerwca 1926  | Nueva Chicago Buenos Aires – CA Alvear 1:1 mecz anulowano                                                 |
| 6 czerwca 1926  | Sportsman Buenos Aires – Sportivo Dock Sud 0:0                                                            |
| 6 czerwca 1926  | General San Martín Buenos Aires – CA Temperley 1:1 mecz anulowano                                         |
| 6 czerwca 1926  | CA All Boys – Sportivo Balcarce Buenos Aires 2:2 mecz przerwany – rozegrany ponownie 1 sierpnia 1926 roku |
| 19 grudnia 1926 | Chacarita Juniors – Porteño Buenos Aires 3:1                                                              |
| 19 grudnia 1926 | CA Huracán – Boca Juniors 0:2 Domingo Tarasconi, Julio Bisio                                              |

### Kolejka 8
| Data            | Mecz                                                                                                 |
| --------------- | --- |
| 13 czerwca 1926 | Boca Juniors – Colegiales Buenos Aires 0:0 mecz anulowano                                            |
| 13 czerwca 1926 | Club El Porvenir – Sportsman Buenos Aires 3:2 Lorenzo Bustince, Siveyra, Gilli – ?, ? mecz anulowano |
| 13 czerwca 1926 | Sportivo Balcarce Buenos Aires – Universal Buenos Aires 3:1                                          |
| 13 czerwca 1926 | Sportivo Barracas Buenos Aires – CA Alvear 4:0 mecz anulowano                                        |
| 13 czerwca 1926 | CA Huracán – Chacarita Juniors 0:0                                                                   |
| 13 czerwca 1926 | Palermo Buenos Aires – Argentino de CA Banfield 3:3                                                  |
| 13 czerwca 1926 | Sportivo Dock Sud – Club Progresista 5:4 mecz rozegrany został na stadionie klubu Club Progresista   |
| 13 czerwca 1926 | Boca Alumni Buenos Aires – CA Temperley 0:2 mecz anulowano                                           |
| 13 czerwca 1926 | Del Plata Buenos Aires – Porteño Buenos Aires 4:1                                                    |
| 13 czerwca 1926 | Nueva Chicago Buenos Aires – CA All Boys 1:0 mecz przerwany – niedokończony, a później anulowany     |
| 13 czerwca 1926 | General San Martín Buenos Aires – San Fernando Buenos Aires 1:2                                      |
| 13 czerwca 1926 | Argentino de CA Argentino de Quilmes – Argentinos Juniors Buenos Aires 1:4                           |

### Kolejka 9
| Data            | Mecz |
| --------------- | --- |
| 20 czerwca 1926 | Colegiales Buenos Aires – Palermo Buenos Aires 2:2 mecz anulowano                                         |
| 20 czerwca 1926 | CA Alvear – Boca Juniors 0:0                                                                              |
| 20 czerwca 1926 | Sportivo Dock Sud – Sportivo Barracas Buenos Aires 0:2 mecz anulowano                                     |
| 20 czerwca 1926 | CA Huracán – San Fernando Buenos Aires 3:0                                                                |
| 20 czerwca 1926 | Argentinos Juniors Buenos Aires – Sportivo Balcarce Buenos Aires 0:0                                      |
| 20 czerwca 1926 | Del Plata Buenos Aires – Nueva Chicago Buenos Aires 1:2 mecz anulowano                                    |
| 20 czerwca 1926 | CA All Boys – Argentino de CA Argentino de Quilmes 3:2 mecz anulowano                                     |
| 20 czerwca 1926 | Universal Buenos Aires – Chacarita Juniors 0:2 mecz rozegrany został na stadionie klubu Chacarita Juniors |
| 20 czerwca 1926 | Boca Alumni Buenos Aires – Club El Porvenir 1:1 ? – Strany mecz anulowano                                 |
| 20 czerwca 1926 | Argentino de CA Banfield – Sportsman Buenos Aires 2:1                                                     |
| 20 czerwca 1926 | Porteño Buenos Aires – CA Temperley 2:4 mecz anulowano                                                    |
| 20 czerwca 1926 | Club Progresista – General San Martín Buenos Aires walkower dla General San Martín Buenos Aires           |

### Kolejka 10
| Data             | Mecz |
| ---------------- | --- |
| 18 lipca 1926    | Boca Juniors – Del Plata Buenos Aires 5:0 Domingo Tarasconi (2), Julio Bisio, Roberto Cherro (2)            |
| 18 lipca 1926    | Boca Alumni Buenos Aires – CA Huracán 1:1                                                                   |
| 18 lipca 1926    | Sportsman Buenos Aires – Colegiales Buenos Aires 0:0 mecz anulowano                                         |
| 18 lipca 1926    | Palermo Buenos Aires – Nueva Chicago Buenos Aires 1:2 mecz anulowano                                        |
| 18 lipca 1926    | Sportivo Dock Sud – Argentinos Juniors Buenos Aires 0:3 mecz rozegrany został na stadionie klubu Colegiales |
| 18 lipca 1926    | CA All Boys – Argentino de CA Banfield 2:1 mecz anulowano                                                   |
| 18 lipca 1926    | CA Alvear – Universal Buenos Aires 1:1                                                                      |
| 18 lipca 1926    | Argentino de CA Argentino de Quilmes – Porteño Buenos Aires 1:1                                             |
| 18 lipca 1926    | Sportivo Balcarce Buenos Aires – San Fernando Buenos Aires 2:0                                              |
| 12 września 1926 | Chacarita Juniors – Argentinos Juniors Buenos Aires 1:2                                                     |

### Kolejka 11
| Data          | Mecz |
| ------------- | --- |
| 25 lipca 1926 | Boca Juniors – Boca Alumni Buenos Aires 2:1 Roberto Cherro, Domingo Tarasconi k – Soro                                                       |
| 25 lipca 1926 | Colegiales Buenos Aires – San Fernando Buenos Aires 2:1 mecz anulowano                                                                       |
| 25 lipca 1926 | Nueva Chicago Buenos Aires – Argentino de CA Argentino de Quilmes 2:1 mecz anulowano                                                         |
| 25 lipca 1926 | Porteño Buenos Aires – Sportivo Barracas Buenos Aires 1:4 mecz anulowano                                                                     |
| 25 lipca 1926 | CA Temperley – Sportivo Dock Sud 0:0 mecz anulowano                                                                                          |
| 25 lipca 1926 | CA Huracán – Universal Buenos Aires 7:1 |
| 25 lipca 1926 | General San Martín Buenos Aires – Club El Porvenir 0:2 José Gurrutchague (2) mecz anulowano                                                  |
| 25 lipca 1926 | Del Plata Buenos Aires – Argentino de CA Banfield 1:0                                                                                        |
| 25 lipca 1926 | Argentinos Juniors Buenos Aires – CA Alvear 1:0 mecz przerwany w 45 minucie – 16 stycznia 1927 przyznano walkower klubowi Argentinos Juniors |

### Kolejka 12
| Data            | Mecz |
| --------------- | --- |
| 1 sierpnia 1926 | Boca Juniors – Argentino de CA Argentino de Quilmes 9:0 Domingo Tarasconi (2), Antonio Cerroti (3), Julio Bisio, Mario Fortunato (2), Benjamín Delgado |
| 1 sierpnia 1926 | Universal Buenos Aires – Nueva Chicago Buenos Aires 2:1 mecz anulowano                                                                                 |
| 1 sierpnia 1926 | Argentino de CA Banfield – Argentinos Juniors Buenos Aires 2:0                                                                                         |
| 1 sierpnia 1926 | CA All Boys – Sportivo Balcarce Buenos Aires 3:0 mecz rozegrano drugi raz – w końcu anulowano                                                          |
| 1 sierpnia 1926 | Sportsman Buenos Aires – Boca Alumni Buenos Aires 0:1                                                                                                  |
| 1 sierpnia 1926 | Chacarita Juniors – Club El Porvenir 3:1 ?, ? – Bosco mecz anulowano                                                                                   |
| 1 sierpnia 1926 | CA Alvear – Palermo Buenos Aires 1:2 |
| 1 sierpnia 1926 | San Fernando Buenos Aires – Porteño Buenos Aires 2:1                                                                                                   |
| 1 sierpnia 1926 | Del Plata Buenos Aires – CA Temperley 1:3 mecz anulowano                                                                                               |

### Kolejka 13
| Data            | Mecz |
| --------------- | --- |
| 8 sierpnia 1926 | Sportivo Barracas Buenos Aires – Boca Juniors 0:4 Antonio Cerroti (2), Julio Bisio, Domingo Tarasconi mecz anulowano |
| 8 sierpnia 1926 | Colegiales Buenos Aires – Universal Buenos Aires 3:1 mecz anulowano                                                  |
| 8 sierpnia 1926 | Sportivo Balcarce Buenos Aires – Nueva Chicago Buenos Aires 1:1 mecz anulowano                                       |
| 8 sierpnia 1926 | Palermo Buenos Aires – CA Huracán 0:2                                                                                |
| 8 sierpnia 1926 | CA Temperley – Argentino de CA Banfield 2:1 mecz anulowano                                                           |
| 8 sierpnia 1926 | Argentinos Juniors Buenos Aires – San Fernando Buenos Aires 3:0                                                      |
| 8 sierpnia 1926 | Boca Alumni Buenos Aires – Sportivo Dock Sud 0:2                                                                     |
| 8 sierpnia 1926 | Club El Porvenir – CA All Boys 4:1 Lorenzo Bustince (3, 2k), José Gurrutchague – ? mecz anulowano                    |
| 8 sierpnia 1926 | Argentino de CA Argentino de Quilmes – Sportsman Buenos Aires 2:1 C. R. González, L. Batz – ?                        |
| 8 sierpnia 1926 | Del Plata Buenos Aires – General San Martín Buenos Aires 1:1                                                         |
| 8 sierpnia 1926 | CA Alvear – Porteño Buenos Aires 0:0                                                                                 |
| 5 grudnia 1926  | Club Progresista – Chacarita Juniors 3:1                                                                             |

### Kolejka 14
| Data             | Mecz                                                                                                   |
| ---------------- | --- |
| 22 sierpnia 1926 | CA Temperley – Boca Juniors 1:3 Peruca – Julio Bisio, Roberto Cherro, Domingo Tarasconi mecz anulowano |
| 22 sierpnia 1926 | Chacarita Juniors – Colegiales Buenos Aires 1:0 mecz anulowano                                         |
| 22 sierpnia 1926 | Argentino de CA Argentino de Quilmes – Sportivo Barracas Buenos Aires 2:4 mecz anulowano               |
| 22 sierpnia 1926 | CA All Boys – Sportivo Dock Sud 0:0 mecz anulowano                                                     |
| 22 sierpnia 1926 | Sportivo Balcarce Buenos Aires – Del Plata Buenos Aires 3:0                                            |
| 22 sierpnia 1926 | Palermo Buenos Aires – Sportsman Buenos Aires 2:1                                                      |
| 22 sierpnia 1926 | Porteño Buenos Aires – Boca Alumni Buenos Aires 3:6                                                    |
| 22 sierpnia 1926 | Argentino de CA Banfield – CA Alvear 1:0                                                               |
| 22 sierpnia 1926 | San Fernando Buenos Aires – Universal Buenos Aires 2:0                                                 |

### Kolejka 15
| Data             | Mecz                                                                                               |
| ---------------- | -------------------------------------------------------------------------------------------------- |
| 5 września 1926  | Argentino de CA Banfield – Boca Juniors 0:4 Roberto Cherro (2), Alfredo Garasini, Benjamín Delgado |
| 5 września 1926  | CA Huracán – Porteño Buenos Aires 4:0                                                              |
| 5 września 1926  | CA Temperley – Universal Buenos Aires 2:1 mecz anulowano                                           |
| 5 września 1926  | Del Plata Buenos Aires – Palermo Buenos Aires 1:4                                                  |
| 5 września 1926  | General San Martín Buenos Aires – Sportivo Dock Sud 1:2                                            |
| 5 września 1926  | Boca Alumni Buenos Aires – Sportivo Balcarce Buenos Aires 1:3                                      |
| 5 września 1926  | San Fernando Buenos Aires – Chacarita Juniors 1:2                                                  |
| 5 września 1926  | Argentinos Juniors Buenos Aires – Sportsman Buenos Aires 2:0                                       |
| 11 kwietnia 1926 | Colegiales Buenos Aires – CA All Boys 7:3 mecz anulowano                                           |
| 12 września 1926 | Del Plata Buenos Aires – CA Alvear 2:1                                                             |

Kluby CA All Boys, Colegiales Buenos Aires, Club El Porvenir, Nueva Chicago Buenos Aires, Sportivo Barracas Buenos Aires oraz CA Temperley odeszły z federacji Asociación Argentina de Football do konkurencyjnej federacji Asociación Amateurs de Football.

### Kolejka 16
| Data             | Mecz                                                |
| ---------------- | --------------------------------------------------- |
| 12 września 1926 | Porteño Buenos Aires – Palermo Buenos Aires 1:4     |
| 12 września 1926 | Universal Buenos Aires – Sportsman Buenos Aires 1:1 |

### Kolejka 17
| Data             | Mecz                                                                                 |
| ---------------- | ------------------------------------------------------------------------------------ |
| 19 września 1926 | Chacarita Juniors – Del Plata Buenos Aires 1:0                                       |
| 19 września 1926 | CA Alvear – Boca Alumni Buenos Aires 1:1                                             |
| 19 września 1926 | Argentino de CA Argentino de Quilmes – San Fernando Buenos Aires 3:1 L. Batz (3) – ? |
| 19 września 1926 | Universal Buenos Aires – Porteño Buenos Aires 3:1                                    |
| 19 września 1926 | Sportivo Dock Sud – Argentino de CA Banfield 0:2                                     |
| 19 września 1926 | General San Martín Buenos Aires – Sportivo Balcarce Buenos Aires 0:1                 |

### Kolejka 18
| Data             | Mecz |
| ---------------- | --- |
| 26 września 1926 | CA Huracán – CA Alvear 5:1 |
| 26 września 1926 | Chacarita Juniors – Palermo Buenos Aires 3:2                                                                                        |
| 26 września 1926 | San Fernando Buenos Aires – Sportivo Dock Sud 3:2                                                                                   |
| 26 września 1926 | Argentino de CA Argentino de Quilmes – Del Plata Buenos Aires 6:1 L. Batz (3), D. Gallardo (2), A. Kidd – ?                         |
| 26 września 1926 | Boca Alumni Buenos Aires – Universal Buenos Aires 2:0                                                                               |
| 26 września 1926 | Argentino de CA Banfield – Sportivo Balcarce Buenos Aires 2:2                                                                       |
| 26 września 1926 | Porteño Buenos Aires – General San Martín Buenos Aires 0:3 mecz rozegrany został na stadionie klubu General San Martín Buenos Aires |

### Kolejka 19
| Data             | Mecz                                                                       |
| ---------------- | -------------------------------------------------------------------------- |
| 7 listopada 1926 | Chacarita Juniors – Sportsman Buenos Aires 0:0                             |
| 7 listopada 1926 | General San Martín Buenos Aires – Argentino de CA Argentino de Quilmes 3:2 |

### Kolejka 20
| Data              | Mecz |
| ----------------- | --- |
| 14 listopada 1926 | Del Plata Buenos Aires – San Fernando Buenos Aires 0:4                                                  |
| 14 listopada 1926 | Porteño Buenos Aires – Argentino de CA Banfield 2:7                                                     |
| 14 listopada 1926 | Sportivo Balcarce Buenos Aires – Argentino de CA Argentino de Quilmes 1:2 ? – S. Abella, C. R. González |
| 14 listopada 1926 | Universal Buenos Aires – Club Progresista walkower dla Universal Buenos Aires                           |

### Kolejka 21
| Data              | Mecz                                                                                |
| ----------------- | ----------------------------------------------------------------------------------- |
| 21 listopada 1926 | Argentino de CA Banfield – CA Huracán 2:4                                           |
| 21 listopada 1926 | San Fernando Buenos Aires – CA Alvear 2:1                                           |
| 21 listopada 1926 | Club Progresista – Boca Juniors 1:4                                                 |
| 21 listopada 1926 | General San Martín Buenos Aires – Boca Alumni Buenos Aires 2:0                      |
| 21 listopada 1926 | Universal Buenos Aires – Del Plata Buenos Aires walkower dla Universal Buenos Aires |

### Kolejka 22
| Data              | Mecz |
| ----------------- | --- |
| 28 listopada 1926 | Porteño Buenos Aires – Boca Juniors 0:9 Roberto Cherro (5), Antonio Cerroti (2), Mario Fortunato, Julio Bisio |
| 28 listopada 1926 | Sportivo Balcarce Buenos Aires – Sportsman Buenos Aires 2:0                                                   |
| 28 listopada 1926 | Del Plata Buenos Aires – Sportivo Dock Sud 2:1                                                                |
| 28 listopada 1926 | Boca Alumni Buenos Aires – San Fernando Buenos Aires 0:0                                                      |
| 28 listopada 1926 | CA Alvear – Club Progresista walkower dla CA Alvear                                                           |
| 28 listopada 1926 | Argentinos Juniors Buenos Aires – Universal Buenos Aires 1:1                                                  |

### Kolejka 23
| Data           | Mecz                                                                |
| -------------- | ------------------------------------------------------------------- |
| 5 grudnia 1926 | Argentino de CA Banfield – Argentino de CA Argentino de Quilmes 2:1 |

### Kolejka 24
| Data            | Mecz                                                                             |
| --------------- | -------------------------------------------------------------------------------- |
| 12 grudnia 1926 | San Fernando Buenos Aires – Boca Juniors 0:2 Roberto Cherro, Domingo Tarasconi k |
| 12 grudnia 1926 | Sportsman Buenos Aires – Club Progresista 2:1                                    |
| 12 grudnia 1926 | Sportivo Dock Sud – CA Huracán 0:2 mecz przerwany – nie został dokończony        |

### Kolejka 25
| Data            | Mecz |
| --------------- | --- |
| 19 grudnia 1926 | Sportivo Dock Sud – Sportivo Balcarce Buenos Aires 3:0                                                               |
| 19 grudnia 1926 | Argentinos Juniors Buenos Aires – Club Progresista walkower dla Argentinos Juniors klub Club Progresista wycofał się |

### Kolejka 26
| Data            | Mecz |
| --------------- | --- |
| 26 grudnia 1926 | Boca Juniors – Chacarita Juniors 5:0 Julio Bisio (3), Domingo Tarasconi (2)                                                          |
| 26 grudnia 1926 | Club Progresista – Argentino de CA Banfield 0:4                                                                                      |
| 26 grudnia 1926 | Sportsman Buenos Aires – CA Alvear 2:2                                                                                               |
| 26 grudnia 1926 | Argentinos Juniors Buenos Aires – Boca Alumni Buenos Aires walkower dla Argentinos Juniors klub Boca Alumni Buenos Aires wycofał się |
| 26 grudnia 1926 | Sportivo Dock Sud Buenoas Aires – Palermo Buenos Aires walkower dla Palermo Buenos Aires                                             |

### Kolejka 27
| Data            | Mecz |
| --------------- | --- |
| 8 stycznia 1927 | Argentinos Juniors Buenos Aires – CA Huracán walkower Argentinos Juniors                                                  |
| 9 stycznia 1927 | Boca Juniors – Universal Buenos Aires 8:0 Roberto Cherro (2), Domingo Tarasconi (3), Esteban Kuko, Mario Evaristo, Bogo s |

### Kolejka 28
| Data             | Mecz                                                                                            |
| ---------------- | ----------------------------------------------------------------------------------------------- |
| 16 stycznia 1927 | General San Martín Buenos Aires – Boca Juniors 0:3 Julio Bisio, Antonio Cerroti, Roberto Cherro |

### Końcowa tabela sezonu 1926 ligi Asociación Argentina de Football
| Poz | Klub                                 | Mecze | Zw | Rem | Por | Pkt | BrZd | BrStr |
| --- | ------------------------------------ | ----- | -- | --- | --- | --- | ---- | ----- |
| 1   | Boca Juniors                         | 17    | 15 | 2   | 0   | 32  | 67   | 4     |
| 2   | Argentinos Juniors Buenos Aires      | 17    | 12 | 4   | 1   | 28  | 26   | 11    |
| 3   | CA Huracán                           | 17    | 11 | 2   | 4   | 24  | 37   | 8     |
| 4   | Sportivo Balcarce Buenos Aires       | 17    | 10 | 3   | 4   | 23  | 29   | 19    |
| 5   | Palermo Buenos Aires                 | 17    | 10 | 3   | 4   | 23  | 28   | 23    |
| 6   | Argentino de CA Banfield             | 17    | 9  | 2   | 6   | 20  | 31   | 26    |
| 7   | Chacarita Juniors                    | 17    | 7  | 4   | 6   | 18  | 18   | 16    |
| 8   | Argentino de CA Argentino de Quilmes | 17    | 8  | 2   | 7   | 18  | 25   | 30    |
| 9   | San Fernando Buenos Aires            | 17    | 8  | 1   | 8   | 17  | 21   | 24    |
| 10  | Boca Alumni Buenos Aires             | 17    | 5  | 5   | 7   | 15  | 21   | 18    |
| 11  | Sportsman Buenos Aires               | 17    | 5  | 5   | 7   | 15  | 17   | 22    |
| 12  | CA Alvear                            | 17    | 5  | 5   | 7   | 15  | 13   | 20    |
| 13  | Universal Buenos Aires               | 17    | 5  | 4   | 8   | 14  | 12   | 36    |
| 14  | General San Martín Buenos Aires      | 17    | 5  | 3   | 9   | 13  | 15   | 24    |
| 15  | Sportivo Dock Sud                    | 17    | 5  | 2   | 10  | 12  | 22   | 21    |
| 16  | Del Plata Buenos Aires               | 17    | 4  | 1   | 12  | 9   | 15   | 43    |
| 17  | Club Progresista                     | 17    | 4  | 0   | 13  | 8   | 19   | 20    |
| 18  | Porteño Buenos Aires                 | 17    | 0  | 2   | 15  | 2   | 17   | 68    |

## Primera División – Asociación Amateurs de Football
Mistrzem Argentyny w roku 1926 w ramach rozgrywek organizowanych przez federację piłkarską Asociación Amateurs de Football został klub CA Independiente, natomiast tytuł wicemistrza Argentyny zdobył klub San Lorenzo de Almagro.

### Kolejka 1
| Data              | Mecz                                                              |
| ----------------- | ----------------------------------------------------------------- |
| 4 kwietnia 1926   | Sportivo Buenos Aires – CA Estudiantes 3:1                        |
| 4 kwietnia 1926   | CA Tigre – Argentino del Sud Buenos Aires 3:0                     |
| 4 kwietnia 1926   | River Plate – Atlanta Buenos Aires 2:0 Parini, Nieco              |
| 4 kwietnia 1926   | San Lorenzo de Almagro – Defensores de Belgrano Buenos Aires 3:1  |
| 4 kwietnia 1926   | Barracas Central Buenos Aires – Sportivo Almagro Buenos Aires 0:2 |
| 4 kwietnia 1926   | San Isidro Buenos Aires – Club Atlético Lanús 0:2                 |
| 4 kwietnia 1926   | CA Vélez Sarsfield – Ferro Carril Oeste 0:0                       |
| 4 kwietnia 1926   | Talleres Remedios de Escalada – 3:0                               |
| 4 kwietnia 1926   | Quilmes Athletic Buenos Aires – Estudiantes La Plata 4:0          |
| 4 kwietnia 1926   | Liberal Argentino Buenos Aires – Excursionistas Buenos Aires 1:0  |
| 26 września 1926  | Gimnasia y Esgrima La Plata – CA Banfield 4:0                     |
| 21 listopada 1926 | Racing Club de Avellaneda – CS Palermo 3:2                        |
| 28 listopada 1926 | CA Platense – CA Independiente 1:6                                |

### Kolejka 2
| Data             | Mecz                                                                    |
| ---------------- | ----------------------------------------------------------------------- |
| 25 kwietnia 1926 | CA Independiente – San Lorenzo de Almagro 4:0                           |
| 25 kwietnia 1926 | Defensores de Belgrano Buenos Aires – Barracas Central Buenos Aires 2:1 |
| 25 kwietnia 1926 | Sportivo Almagro Buenos Aires – San Isidro Buenos Aires 2:0             |
| 25 kwietnia 1926 | Club Atlético Lanús – CA Vélez Sarsfield 0:0                            |
| 25 kwietnia 1926 | Ferro Carril Oeste – Talleres Remedios de Escalada 2:3                  |
| 25 kwietnia 1926 | Estudiantil Porteño Buenos Aires – Gimnasia y Esgrima La Plata 2:3      |
| 25 kwietnia 1926 | CA Banfield – Quilmes Athletic Buenos Aires 0:1                         |
| 25 kwietnia 1926 | Estudiantes La Plata – Liberal Argentino Buenos Aires 3:1               |
| 25 kwietnia 1926 | Excursionistas Buenos Aires – Sportivo Buenos Aires 1:1                 |
| 25 kwietnia 1926 | CA Estudiantes – CA Tigre 0:1                                           |
| 25 kwietnia 1926 | Argentino del Sud Buenos Aires – River Plate 3:2 ?, ? – Irurrieta (2)   |
| 25 kwietnia 1926 | Atlanta Buenos Aires – Racing Club de Avellaneda 0:2                    |
| 25 kwietnia 1926 | CS Palermo – CA Platense 0:4                                            |

### Kolejka 3
| Data             | Mecz                                                                 |
| ---------------- | -------------------------------------------------------------------- |
| 18 kwietnia 1926 | San Lorenzo de Almagro – CS Palermo 3:0                              |
| 18 kwietnia 1926 | Barracas Central Buenos Aires – CA Independiente 0:4                 |
| 18 kwietnia 1926 | San Isidro Buenos Aires – Defensores de Belgrano Buenos Aires 1:0    |
| 18 kwietnia 1926 | CA Vélez Sarsfield – Sportivo Almagro Buenos Aires 3:0               |
| 18 kwietnia 1926 | Talleres Remedios de Escalada – Club Atlético Lanús 1:2              |
| 18 kwietnia 1926 | Gimnasia y Esgrima La Plata – Ferro Carril Oeste 2:0                 |
| 18 kwietnia 1926 | Quilmes Athletic Buenos Aires – Estudiantil Porteño Buenos Aires 1:0 |
| 18 kwietnia 1926 | Liberal Argentino Buenos Aires – CA Banfield 0:1                     |
| 18 kwietnia 1926 | Sportivo Buenos Aires – Estudiantes La Plata 1:1                     |
| 18 kwietnia 1926 | CA Tigre – Excursionistas Buenos Aires 2:1                           |
| 18 kwietnia 1926 | River Plate – CA Estudiantes 0:2                                     |
| 18 kwietnia 1926 | Racing Club de Avellaneda – Argentino del Sud Buenos Aires 4:1       |
| 18 kwietnia 1926 | CA Platense – Atlanta Buenos Aires 2:0                               |

### Kolejka 4
| Data        | Mecz                                                                                         |
| ----------- | -------------------------------------------------------------------------------------------- |
| 9 maja 1926 | Atlanta Buenos Aires – San Lorenzo de Almagro 3:3 ?, ? – José Deibe, Luis Monti, Juan Maglio |
| 9 maja 1926 | CS Palermo – Barracas Central Buenos Aires 5:3                                               |
| 9 maja 1926 | CA Independiente – San Isidro Buenos Aires 7:0                                               |
| 9 maja 1926 | Defensores de Belgrano Buenos Aires – CA Vélez Sarsfield 0:1                                 |
| 9 maja 1926 | Sportivo Almagro Buenos Aires – Talleres Remedios de Escalada 3:0                            |
| 9 maja 1926 | Club Atlético Lanús – Gimnasia y Esgrima La Plata 2:2                                        |
| 9 maja 1926 | Ferro Carril Oeste – Quilmes Athletic Buenos Aires 2:0                                       |
| 9 maja 1926 | Estudiantil Porteño Buenos Aires – Liberal Argentino Buenos Aires 0:0                        |
| 9 maja 1926 | CA Banfield – Sportivo Buenos Aires 2:1                                                      |
| 9 maja 1926 | Estudiantes La Plata – CA Tigre 5:1                                                          |
| 9 maja 1926 | Excursionistas Buenos Aires – River Plate 1:2 ? – Peniche, Irurieta                          |
| 9 maja 1926 | CA Estudiantes – Racing Club de Avellaneda 1:3                                               |
| 9 maja 1926 | Argentino del Sud Buenos Aires – CA Platense 0:1                                             |

### Kolejka 5
| Data        | Mecz                                                                               |
| ----------- | ---------------------------------------------------------------------------------- |
| 2 maja 1926 | San Lorenzo de Almagro – Argentino del Sud Buenos Aires 2:1                        |
| 2 maja 1926 | San Isidro Buenos Aires – CS Palermo 2:0                                           |
| 2 maja 1926 | CA Vélez Sarsfield – CA Independiente 0:0                                          |
| 2 maja 1926 | Talleres Remedios de Escalada – Defensores de Belgrano Buenos Aires 0:2            |
| 2 maja 1926 | Gimnasia y Esgrima La Plata – Sportivo Almagro Buenos Aires 0:0                    |
| 2 maja 1926 | Quilmes Athletic Buenos Aires – Club Atlético Lanús 3:0                            |
| 2 maja 1926 | Liberal Argentino Buenos Aires – Ferro Carril Oeste 3:0                            |
| 2 maja 1926 | Sportivo Buenos Aires – Estudiantil Porteño Buenos Aires 3:4                       |
| 2 maja 1926 | CA Tigre – CA Banfield 1:1                                                         |
| 2 maja 1926 | River Plate – Estudiantes La Plata 1:0 Gondar                                      |
| 2 maja 1926 | Racing Club de Avellaneda – Excursionistas Buenos Aires 5:0                        |
| 2 maja 1926 | CA Estudiantes – CA Platense 0:5 mecz rozegrany został na stadionie klubu Platense |
| 2 maja 1926 | Barracas Central Buenos Aires – Atlanta Buenos Aires 2:1                           |

### Kolejka 6
| Data              | Mecz |
| ----------------- | --- |
| 23 maja 1926      | CA Estudiantes – San Lorenzo de Almagro 2:6 ?, ? – Juan Maglio (3), Alfredo Carricaberry (2), Enrique Monti |
| 23 maja 1926      | Argentino del Sud Buenos Aires – Barracas Central Buenos Aires 0:3                                          |
| 23 maja 1926      | CS Palermo – CA Vélez Sarsfield 4:6                                                                         |
| 23 maja 1926      | CA Independiente – Talleres Remedios de Escalada 2:0                                                        |
| 23 maja 1926      | Sportivo Almagro Buenos Aires – Quilmes Athletic Buenos Aires 1:0                                           |
| 23 maja 1926      | Ferro Carril Oeste – Sportivo Buenos Aires 1:1                                                              |
| 23 maja 1926      | Estudiantil Porteño Buenos Aires – CA Tigre 2:2                                                             |
| 23 maja 1926      | CA Banfield – River Plate 0:2 Irurieta (2)                                                                  |
| 23 maja 1926      | Excursionistas Buenos Aires – CA Platense 0:2                                                               |
| 23 maja 1926      | Estudiantes La Plata – Racing Club de Avellaneda 5:0                                                        |
| 14 listopada 1926 | Atlanta Buenos Aires – San Isidro Buenos Aires 3:0                                                          |
| 26 grudnia 1926   | Defensores de Belgrano Buenos Aires – Gimnasia y Esgrima La Plata 1:0                                       |
| 26 grudnia 1926   | Club Atlético Lanús – Liberal Argentino Buenos Aires walkower dla Lanús                                     |

### Kolejka 7
| Data              | Mecz                                                                                       |
| ----------------- | ------------------------------------------------------------------------------------------ |
| 16 maja 1926      | Barracas Central Buenos Aires – CA Estudiantes 0:1                                         |
| 16 maja 1926      | San Isidro Buenos Aires – Argentino del Sud Buenos Aires 6:0                               |
| 16 maja 1926      | CA Vélez Sarsfield – Atlanta Buenos Aires 1:1                                              |
| 16 maja 1926      | Talleres Remedios de Escalada – CS Palermo 0:1                                             |
| 16 maja 1926      | Gimnasia y Esgrima La Plata – CA Independiente 0:0                                         |
| 16 maja 1926      | Quilmes Athletic Buenos Aires – Defensores de Belgrano Buenos Aires 3:0                    |
| 16 maja 1926      | Liberal Argentino Buenos Aires – Sportivo Almagro Buenos Aires 0:1                         |
| 16 maja 1926      | Sportivo Buenos Aires – Club Atlético Lanús 0:0                                            |
| 16 maja 1926      | CA Tigre – Ferro Carril Oeste 1:0                                                          |
| 16 maja 1926      | River Plate – Estudiantil Porteño Buenos Aires 1:0 Peniche                                 |
| 16 maja 1926      | Racing Club de Avellaneda – CA Banfield 2:1                                                |
| 16 maja 1926      | CA Platense – Estudiantes La Plata 1:0                                                     |
| 28 listopada 1926 | San Lorenzo de Almagro – Excursionistas Buenos Aires 5:0 Diego García (4), Lindolfo Acosta |

### Kolejka 8
| Data                 | Mecz                                                                                   |
| -------------------- | -------------------------------------------------------------------------------------- |
| 6 czerwca 1926       | Estudiantes La Plata – San Lorenzo de Almagro 1:2 ? – Alfedo Carricaberry, Juan Maglio |
| 6 czerwca 1926       | Atlanta Buenos Aires – Talleres Remedios de Escalada 0:3                               |
| 6 czerwca 1926       | CS Palermo – Gimnasia y Esgrima La Plata 2:2                                           |
| 6 czerwca 1926       | CA Independiente – Quilmes Athletic Buenos Aires 6:1                                   |
| 6 czerwca 1926       | Sportivo Almagro Buenos Aires – Sportivo Buenos Aires 2:1                              |
| 6 czerwca 1926       | Club Atlético Lanús – CA Tigre 2:0 mecz przerwany w 45 minucie – nie został dokończony |
| 6 czerwca 1926       | Ferro Carril Oeste – River Plate 0:1 Cándido García                                    |
| 17 października 1926 | Estudiantil Porteño Buenos Aires – Racing Club de Avellaneda 1:1                       |
| 31 października 1926 | Excursionistas Buenos Aires – Barracas Central Buenos Aires 2:0                        |
| 14 listopada 1926    | Defensores de Belgrano Buenos Aires – Liberal Argentino Buenos Aires 3:1               |
| 21 listopada 1926    | CA Banfield – CA Platense 0:0                                                          |
| 23 stycznia 1927     | Argentino del Sud Buenos Aires – CA Vélez Sarsfield 1:2                                |
| 23 stycznia 1927     | CA Estudiantes – San Isidro Buenos Aires walkower dla Estudiantes                      |

### Kolejka 9
| Data              | Mecz                                                                                  |
| ----------------- | ------------------------------------------------------------------------------------- |
| 30 maja 1926      | San Lorenzo de Almagro – CA Banfield 4:0 José Deibe (2), Luis Monti, Pedro Etchegaray |
| 30 maja 1926      | Barracas Central Buenos Aires – Estudiantes La Plata 1:1                              |
| 30 maja 1926      | San Isidro Buenos Aires – Excursionistas Buenos Aires 3:1                             |
| 30 maja 1926      | CA Vélez Sarsfield – CA Estudiantes 2:1                                               |
| 30 maja 1926      | Talleres Remedios de Escalada – Argentino del Sud Buenos Aires 3:0                    |
| 30 maja 1926      | Gimnasia y Esgrima La Plata – Atlanta Buenos Aires 4:1                                |
| 30 maja 1926      | Quilmes Athletic Buenos Aires – CS Palermo 0:0                                        |
| 30 maja 1926      | Liberal Argentino Buenos Aires – CA Independiente 0:5                                 |
| 30 maja 1926      | Sportivo Buenos Aires – Defensores de Belgrano Buenos Aires 0:2                       |
| 30 maja 1926      | River Plate – Club Atlético Lanús 2:3 Peniche, Irurieta – ?, ?                        |
| 30 maja 1926      | Racing Club de Avellaneda – Ferro Carril Oeste 3:1                                    |
| 30 maja 1926      | CA Platense – Estudiantil Porteño Buenos Aires 2:0                                    |
| 21 listopada 1926 | CA Tigre – Sportivo Almagro Buenos Aires 5:2                                          |

### Kolejka 10
| Data            | Mecz                                                             |
| --------------- | ---------------------------------------------------------------- |
| 20 czerwca 1926 | Estudiantil Porteño Buenos Aires – San Lorenzo de Almagro 1:3    |
| 20 czerwca 1926 | CA Banfield – Barracas Central Buenos Aires 1:1                  |
| 20 czerwca 1926 | San Isidro Buenos Aires – Estudiantes La Plata 3:3               |
| 20 czerwca 1926 | Excursionistas Buenos Aires – CA Vélez Sarsfield 2:0             |
| 20 czerwca 1926 | CA Estudiantes – Talleres Remedios de Escalada 1:2               |
| 20 czerwca 1926 | Argentino del Sud Buenos Aires – Gimnasia y Esgrima La Plata 0:1 |
| 20 czerwca 1926 | Atlanta Buenos Aires – Quilmes Athletic Buenos Aires 0:4         |
| 20 czerwca 1926 | CS Palermo – Liberal Argentino Buenos Aires 1:0                  |
| 20 czerwca 1926 | CA Independiente – Sportivo Buenos Aires 1:0                     |
| 20 czerwca 1926 | Defensores de Belgrano Buenos Aires – CA Tigre 0:1               |
| 20 czerwca 1926 | Sportivo Almagro Buenos Aires – River Plate 0:3 Irurieta (3)     |
| 20 czerwca 1926 | Club Atlético Lanús – Racing Club de Avellaneda 1:1              |
| 20 czerwca 1926 | Ferro Carril Oeste – CA Platense 1:3                             |

### Kolejka 11
| Data            | Mecz                                                                                            |
| --------------- | ----------------------------------------------------------------------------------------------- |
| 13 czerwca 1926 | San Lorenzo de Almagro – Ferro Carril Oeste 3:0 Alfredo Carricaberry, Alfio Foresto, José Deibe |
| 13 czerwca 1926 | Barracas Central Buenos Aires – Estudiantil Porteño Buenos Aires 0:1                            |
| 13 czerwca 1926 | San Isidro Buenos Aires – CA Banfield 7:2                                                       |
| 13 czerwca 1926 | CA Vélez Sarsfield – Estudiantes La Plata 2:0                                                   |
| 13 czerwca 1926 | Talleres Remedios de Escalada – Excursionistas Buenos Aires 0:1                                 |
| 13 czerwca 1926 | Gimnasia y Esgrima La Plata – CA Estudiantes 2:0                                                |
| 13 czerwca 1926 | Quilmes Athletic Buenos Aires – Argentino del Sud Buenos Aires 6:0                              |
| 13 czerwca 1926 | Liberal Argentino Buenos Aires – Atlanta Buenos Aires 2:2                                       |
| 13 czerwca 1926 | Sportivo Buenos Aires – CS Palermo 1:2 mecz przerwany – nie został dokończony                   |
| 13 czerwca 1926 | CA Tigre – CA Independiente 1:2                                                                 |
| 13 czerwca 1926 | River Plate – Defensores de Belgrano Buenos Aires 1:1 Parini – ?                                |
| 13 czerwca 1926 | Racing Club de Avellaneda – Sportivo Almagro Buenos Aires 1:2                                   |
| 13 czerwca 1926 | CA Platense – Club Atlético Lanús 2:1                                                           |

### Kolejka 12
| Data         | Mecz                                                                                             |
| ------------ | ------------------------------------------------------------------------------------------------ |
| 4 lipca 1926 | CA Platense – Sportivo Almagro Buenos Aires 2:1                                                  |
| 4 lipca 1926 | CA Independiente – River Plate 1:0                                                               |
| 4 lipca 1926 | Club Atlético Lanús – San Lorenzo de Almagro 0:3 José Deibe, Alfio Foresto, Alfredo Carricaberry |
| 4 lipca 1926 | Defensores de Belgrano Buenos Aires – Racing Club de Avellaneda 1:0                              |
| 4 lipca 1926 | CS Palermo – CA Tigre 3:3                                                                        |
| 4 lipca 1926 | CA Banfield – CA Vélez Sarsfield 1:1                                                             |
| 4 lipca 1926 | Ferro Carril Oeste – Barracas Central Buenos Aires 1:1                                           |
| 4 lipca 1926 | Estudiantil Porteño Buenos Aires – San Isidro Buenos Aires 4:1                                   |
| 4 lipca 1926 | Estudiantes La Plata – Talleres Remedios de Escalada 1:0                                         |
| 4 lipca 1926 | Excursionistas Buenos Aires – Gimnasia y Esgrima La Plata 3:3                                    |
| 4 lipca 1926 | CA Estudiantes – Quilmes Athletic Buenos Aires 0:4                                               |
| 4 lipca 1926 | Argentino del Sud Buenos Aires – Liberal Argentino Buenos Aires 3:1                              |
| 4 lipca 1926 | Atlanta Buenos Aires – Sportivo Buenos Aires 1:2                                                 |

### Kolejka 13
| Data            | Mecz                                                                     |
| --------------- | ------------------------------------------------------------------------ |
| 27 czerwca 1926 | Estudiantes La Plata – CA Independiente 1:1                              |
| 27 czerwca 1926 | CA Platense – Talleres Remedios de Escalada 2:1                          |
| 27 czerwca 1926 | Racing Club de Avellaneda – Gimnasia y Esgrima La Plata 3:2              |
| 27 czerwca 1926 | River Plate – Quilmes Athletic Buenos Aires 1:0 Irurieta                 |
| 27 czerwca 1926 | Estudiantil Porteño Buenos Aires – Sportivo Almagro Buenos Aires 1:1     |
| 27 czerwca 1926 | Ferro Carril Oeste – Club Atlético Lanús 1:1                             |
| 27 czerwca 1926 | CA Tigre – Liberal Argentino Buenos Aires 1:3                            |
| 27 czerwca 1926 | Excursionistas Buenos Aires – CS Palermo 1:3                             |
| 27 czerwca 1926 | Sportivo Buenos Aires – Argentino del Sud Buenos Aires 3:0               |
| 27 czerwca 1926 | Barracas Central Buenos Aires – San Isidro Buenos Aires 4:0              |
| 27 czerwca 1926 | CA Estudiantes – Atlanta Buenos Aires 2:2                                |
| 27 czerwca 1926 | CA Banfield – Defensores de Belgrano Buenos Aires 3:0                    |
| 19 grudnia 1926 | San Lorenzo de Almagro – CA Vélez Sarsfield 1:1 Alfredo Carricaberry – ? |

### Kolejka 14
| Data                 | Mecz                                                                                 |
| -------------------- | ------------------------------------------------------------------------------------ |
| 11 lipca 1926        | Talleres Remedios de Escalada – Racing Club de Avellaneda 2:4                        |
| 11 lipca 1926        | CA Vélez Sarsfield – CA Platense 1:0                                                 |
| 11 lipca 1926        | Liberal Argentino Buenos Aires – Sportivo Buenos Aires 1:0                           |
| 11 lipca 1926        | Barracas Central Buenos Aires – Club Atlético Lanús 3:3                              |
| 11 lipca 1926        | Atlanta Buenos Aires – Excursionistas Buenos Aires walkower dla Excursionistas       |
| 31 października 1926 | CS Palermo – Estudiantes La Plata 3:0                                                |
| 31 października 1926 | Sportivo Almagro Buenos Aires – Ferro Carril Oeste 0:0                               |
| 31 października 1926 | Quilmes Athletic Buenos Aires – CA Tigre 3:2                                         |
| 31 października 1926 | CA Independiente – CA Banfield 4:0                                                   |
| 31 października 1926 | San Isidro Buenos Aires – San Lorenzo de Almagro 1:3 ? – Juan Maglio (2), Luis Monti |
| 28 listopada 1926    | Defensores de Belgrano Buenos Aires – Estudiantil Porteño Buenos Aires 2:1           |
| 8 grudnia 1926       | Argentino del Sud Buenos Aires – CA Estudiantes 1:0                                  |
| 8 grudnia 1926       | Gimnasia y Esgrima La Plata – River Plate walkower dla Gimnasia y Esgrima La Plata   |

### Kolejka 15
| Data          | Mecz                                                                |
| ------------- | ------------------------------------------------------------------- |
| 18 lipca 1926 | Estudiantil Porteño Buenos Aires – CA Independiente 0:3             |
| 18 lipca 1926 | CA Platense – San Isidro Buenos Aires 5:0                           |
| 18 lipca 1926 | Racing Club de Avellaneda – CA Vélez Sarsfield 2:1                  |
| 18 lipca 1926 | San Lorenzo de Almagro – Barracas Central Buenos Aires 4:2          |
| 18 lipca 1926 | River Plate – Talleres Remedios de Escalada 2:0 Gainzarain, Peniche |
| 18 lipca 1926 | CA Tigre – Gimnasia y Esgrima La Plata 1:1                          |
| 18 lipca 1926 | Club Atlético Lanús – Sportivo Almagro Buenos Aires 1:0             |
| 18 lipca 1926 | Ferro Carril Oeste – Defensores de Belgrano Buenos Aires 2:0        |
| 18 lipca 1926 | Sportivo Buenos Aires – Quilmes Athletic Buenos Aires 2:1           |
| 18 lipca 1926 | CA Banfield – CS Palermo 0:1                                        |
| 18 lipca 1926 | Excursionistas Buenos Aires – Argentino del Sud Buenos Aires 0:0    |
| 18 lipca 1926 | Estudiantes La Plata – Atlanta Buenos Aires 4:0                     |
| 18 lipca 1926 | Liberal Argentino Buenos Aires – CA Estudiantes 1:0                 |

### Kolejka 16
| Data              | Mecz |
| ----------------- | --- |
| 25 lipca 1926     | Sportivo Almagro Buenos Aires – San Lorenzo de Almagro 1:2 ? – José Deibe, Juan Maglio mecz rozegrany został na stadionie klubu San Lorenzo de Almagro |
| 25 lipca 1926     | Barracas Central Buenos Aires – CA Platense 1:1 mecz przerwany – punkty przyznano klubowi Barracas Central                                             |
| 25 lipca 1926     | San Isidro Buenos Aires – Racing Club de Avellaneda 1:2                                                                                                |
| 25 lipca 1926     | CA Vélez Sarsfield – River Plate 0:2 Meraldi (2) |
| 25 lipca 1926     | Talleres Remedios de Escalada – CA Tigre 1:0 mecz przerwany – punkty przyznano klubowi Talleres Remedios de Escalada                                   |
| 25 lipca 1926     | Gimnasia y Esgrima La Plata – Sportivo Buenos Aires 4:1                                                                                                |
| 25 lipca 1926     | Atlanta Buenos Aires – CA Banfield 0:0 mecz przerwany – punkty przyznano klubowi Banfield                                                              |
| 25 lipca 1926     | CS Palermo – Estudiantil Porteño Buenos Aires 4:0 |
| 25 lipca 1926     | CA Independiente – Ferro Carril Oeste 3:2 |
| 25 lipca 1926     | Defensores de Belgrano Buenos Aires – Club Atlético Lanús 1:2                                                                                          |
| 21 listopada 1926 | Quilmes Athletic Buenos Aires – Liberal Argentino Buenos Aires 0:0                                                                                     |
| 12 grudnia 1926   | Argentino del Sud Buenos Aires – Estudiantes La Plata 2:0                                                                                              |
| 19 grudnia 1926   | Excursionistas Buenos Aires – CA Estudiantes 2:2 |

### Kolejka 17
| Data            | Mecz                                                                    |
| --------------- | ----------------------------------------------------------------------- |
| 1 sierpnia 1926 | Sportivo Almagro Buenos Aires – Defensores de Belgrano Buenos Aires 1:2 |
| 1 sierpnia 1926 | Club Atlético Lanús – CA Independiente 1:2                              |
| 1 sierpnia 1926 | Ferro Carril Oeste – CS Palermo 1:5                                     |
| 1 sierpnia 1926 | Estudiantil Porteño Buenos Aires – Atlanta Buenos Aires 2:2             |
| 1 sierpnia 1926 | CA Banfield – Argentino del Sud Buenos Aires 1:1                        |
| 1 sierpnia 1926 | Estudiantes La Plata – CA Estudiantes 3:1                               |
| 1 sierpnia 1926 | Quilmes Athletic Buenos Aires – Excursionistas Buenos Aires 2:0         |
| 1 sierpnia 1926 | Sportivo Buenos Aires – Talleres Remedios de Escalada 0:1               |
| 1 sierpnia 1926 | CA Tigre – CA Vélez Sarsfield 1:1                                       |
| 1 sierpnia 1926 | River Plate – San Isidro Buenos Aires 3:0 Peniche, Gainzarain, Irurieta |
| 1 sierpnia 1926 | Racing Club de Avellaneda – Barracas Central Buenos Aires 3:0           |
| 1 sierpnia 1926 | CA Platense – San Lorenzo de Almagro 0:0                                |
| 1 sierpnia 1926 | Liberal Argentino Buenos Aires – Gimnasia y Esgrima La Plata 0:1        |

### Kolejka 18
| Data              | Mecz                                                                                        |
| ----------------- | ------------------------------------------------------------------------------------------- |
| 8 sierpnia 1926   | CA Independiente – Sportivo Almagro Buenos Aires 3:0                                        |
| 8 sierpnia 1926   | San Lorenzo de Almagro – Racing Club de Avellaneda 2:1 José Deibe, Alfredo Carricaberry – ? |
| 8 sierpnia 1926   | Gimnasia y Esgrima La Plata – Quilmes Athletic Buenos Aires 1:0                             |
| 8 sierpnia 1926   | CA Vélez Sarsfield – Sportivo Buenos Aires 1:1                                              |
| 8 sierpnia 1926   | San Isidro Buenos Aires – CA Tigre 0:0                                                      |
| 8 sierpnia 1926   | CA Platense – Defensores de Belgrano Buenos Aires 0:0                                       |
| 8 sierpnia 1926   | Atlanta Buenos Aires – Ferro Carril Oeste 1:5                                               |
| 8 sierpnia 1926   | Excursionistas Buenos Aires – Estudiantes La Plata 3:1                                      |
| 8 sierpnia 1926   | Talleres Remedios de Escalada – Liberal Argentino Buenos Aires 1:0                          |
| 8 sierpnia 1926   | Barracas Central Buenos Aires – River Plate 2:1 ?, ? – Magrini                              |
| 8 sierpnia 1926   | CA Estudiantes – CA Banfield 2:0                                                            |
| 8 sierpnia 1926   | Argentino del Sud Buenos Aires – Estudiantil Porteño Buenos Aires 1:1                       |
| 28 listopada 1926 | Palermo Buenos Aires – Club Atlético Lanús 2:0                                              |

### Kolejka 19
| Data                 | Mecz                                                                           |
| -------------------- | ------------------------------------------------------------------------------ |
| 22 sierpnia 1926     | Racing Club de Avellaneda – CA Platense 1:2                                    |
| 22 sierpnia 1926     | Defensores de Belgrano Buenos Aires – CA Independiente 1:1                     |
| 22 sierpnia 1926     | River Plate – San Lorenzo de Almagro 1:2 Peniche – Lindolfo Acosta, Luis Monti |
| 22 sierpnia 1926     | Estudiantes La Plata – Gimnasia y Esgrima La Plata 3:1                         |
| 22 sierpnia 1926     | Sportivo Almagro Buenos Aires – CS Palermo 2:0                                 |
| 22 sierpnia 1926     | Liberal Argentino Buenos Aires – CA Vélez Sarsfield 1:1                        |
| 22 sierpnia 1926     | Quilmes Athletic Buenos Aires – Talleres Remedios de Escalada 5:1              |
| 22 sierpnia 1926     | Club Atlético Lanús – Atlanta Buenos Aires 5:1                                 |
| 22 sierpnia 1926     | CA Tigre – Barracas Central Buenos Aires 0:1                                   |
| 22 sierpnia 1926     | Estudiantil Porteño Buenos Aires – CA Estudiantes 2:2                          |
| 22 sierpnia 1926     | Ferro Carril Oeste – Argentino del Sud Buenos Aires 2:1                        |
| 24 października 1926 | Sportivo Buenos Aires – San Isidro Buenos Aires 1:3                            |
| 14 listopada 1926    | CA Banfield – Excursionistas Buenos Aires 0:0                                  |

### Kolejka 20
| Data              | Mecz                                                                                          |
| ----------------- | --------------------------------------------------------------------------------------------- |
| 12 września 1926  | Racing Club de Avellaneda – CA Independiente 1:3                                              |
| 12 września 1926  | San Lorenzo de Almagro – CA Tigre 4:0 Juan Maglio, Luis Monti, Lindolfo Acosta, Enrique Monti |
| 12 września 1926  | Argentino del Sud Buenos Aires – Club Atlético Lanús 1:3                                      |
| 12 września 1926  | Barracas Central Buenos Aires – Sportivo Buenos Aires 0:1                                     |
| 12 września 1926  | San Isidro Buenos Aires – Liberal Argentino Buenos Aires 1:0                                  |
| 12 września 1926  | CA Vélez Sarsfield – Quilmes Athletic Buenos Aires 1:1                                        |
| 12 września 1926  | CA Platense – River Plate 1:1 ? – Peniche                                                     |
| 12 września 1926  | Estudiantes La Plata – CA Banfield 1:1                                                        |
| 12 września 1926  | Excursionistas Buenos Aires – Estudiantil Porteño Buenos Aires 0:0                            |
| 28 listopada 1926 | CA Estudiantes – Ferro Carril Oeste 0:0                                                       |
| 8 grudnia 1926    | Talleres Remedios de Escalada – Gimnasia y Esgrima La Plata 1:1                               |
| 19 grudnia 1926   | Atlanta Buenos Aires – Sportivo Almagro Buenos Aires 0:1                                      |
| 19 grudnia 1926   | CS Palermo – Defensores de Belgrano Buenos Aires 4:1                                          |

### Kolejka 21
| Data                 | Mecz |
| -------------------- | --- |
| 5 września 1926      | CA Independiente – CS Palermo 3:2                                                                               |
| 5 września 1926      | Sportivo Buenos Aires – San Lorenzo de Almagro 0:4 Alfio Foresto, Luis Monti, Juan Maglio, Alfredo Carricaberry |
| 5 września 1926      | River Plate – Racing Club de Avellaneda 0:1                                                                     |
| 5 września 1926      | CA Tigre – CA Platense 1:1                                                                                      |
| 5 września 1926      | Quilmes Athletic Buenos Aires – San Isidro Buenos Aires 2:1                                                     |
| 5 września 1926      | Sportivo Almagro Buenos Aires – Argentino del Sud Buenos Aires 3:0                                              |
| 5 września 1926      | Liberal Argentino Buenos Aires – Barracas Central Buenos Aires 1:0                                              |
| 5 września 1926      | Ferro Carril Oeste – Excursionistas Buenos Aires 2:0                                                            |
| 5 września 1926      | Defensores de Belgrano Buenos Aires – Atlanta Buenos Aires 2:0                                                  |
| 5 września 1926      | Talleres Remedios de Escalada – CA Banfield 0:0                                                                 |
| 5 września 1926      | Estudiantil Porteño Buenos Aires – Estudiantes La Plata walkower dla Estudiantil Porteño                        |
| 31 października 1926 | Club Atlético Lanús – CA Estudiantes 3:1                                                                        |
| 12 grudnia 1926      | Gimnasia y Esgrima La Plata – CA Vélez Sarsfield 0:2 mecz przerwany – nie został dokończony                     |

### Kolejka 22
| Data                 | Mecz |
| -------------------- | --- |
| 26 września 1926     | River Plate – CS Palermo 0:1 |
| 26 września 1926     | San Lorenzo de Almagro – Liberal Argentino Buenos Aires 6:0 Lindolfo Acosta, José Deibe, Alfredo Carricaberry, Luis Monti, José Fossa, Palazzo s |
| 26 września 1926     | CA Platense – Sportivo Buenos Aires 2:0 |
| 26 września 1926     | Barracas Central Buenos Aires – Quilmes Athletic Buenos Aires 2:1 mecz przerwany – nie został dokończony                                         |
| 26 września 1926     | Argentino del Sud Buenos Aires – Defensores de Belgrano Buenos Aires 3:0                                                                         |
| 26 września 1926     | CA Estudiantes – Sportivo Almagro Buenos Aires 0:0                                                                                               |
| 26 września 1926     | Excursionistas Buenos Aires – Club Atlético Lanús 0:2                                                                                            |
| 26 września 1926     | Estudiantes La Plata – Ferro Carril Oeste 2:1 |
| 31 października 1926 | CA Vélez Sarsfield – Talleres Remedios de Escalada 4:2                                                                                           |
| 12 grudnia 1926      | Atlanta Buenos Aires – CA Independiente 0:1 mecz przerwany – dokończony 26 grudnia 1926 roku                                                     |
| 19 grudnia 1926      | Racing Club de Avellaneda – CA Tigre 4:2 mecz przerwany – punkty przyznano klubowi Racing                                                        |
| 26 grudnia 1926      | Atlanta Buenos Aires – CA Independiente 0:2 dokonczenie meczu z 12 grudnia 1926 roku                                                             |
| 26 grudnia 1926      | Gimnasia y Esgrima La Plata – San Isidro Buenos Aires walkower dla Gimnasia y Esgrima                                                            |
| 26 grudnia 1926      | CA Banfield – Estudiantil Porteño Buenos Aires walkower dla Banfield                                                                             |

### Kolejka 23
| Data                 | Mecz                                                                  |
| -------------------- | --------------------------------------------------------------------- |
| 26 września 1926     | CA Vélez Sarsfield – Estudiantil Porteño Buenos Aires 3:1             |
| 17 października 1926 | Talleres Remedios de Escalada – San Isidro Buenos Aires 1:0           |
| 17 października 1926 | Gimnasia y Esgrima La Plata – Barracas Central Buenos Aires 2:1       |
| 17 października 1926 | Quilmes Athletic Buenos Aires – San Lorenzo de Almagro 0:1 Luis Monti |
| 17 października 1926 | Liberal Argentino Buenos Aires – CA Platense 0:2                      |
| 17 października 1926 | CA Tigre – River Plate 2:2 ?, ? – Oliva, Irurieta                     |
| 17 października 1926 | CS Palermo – Atlanta Buenos Aires 3:1                                 |
| 17 października 1926 | Defensores de Belgrano Buenos Aires – CA Estudiantes 1:2              |
| 17 października 1926 | Sportivo Almagro Buenos Aires – Excursionistas Buenos Aires 0:1       |
| 17 października 1926 | Club Atlético Lanús – Estudiantes La Plata 4:2                        |
| 5 grudnia 1926       | CA Independiente – Argentino del Sud Buenos Aires 4:0                 |
| 12 grudnia 1926      | Sportivo Buenos Aires – Racing Club de Avellaneda 1:4                 |
| 12 grudnia 1926      | Ferro Carril Oeste – CA Banfield 4:2                                  |

### Kolejka 24
| Data                 | Mecz                                                                                                |
| -------------------- | --------------------------------------------------------------------------------------------------- |
| 24 października 1926 | CA Tigre – Atlanta Buenos Aires 3:1                                                                 |
| 24 października 1926 | Barracas Central Buenos Aires – Talleres Remedios de Escalada 1:2                                   |
| 24 października 1926 | San Lorenzo de Almagro – Gimnasia y Esgrima La Plata 3:1 Juan Maglio, José Deibe, Alfio Foresto – ? |
| 24 października 1926 | CA Banfield – Club Atlético Lanús 0:0                                                               |
| 24 października 1926 | Argentino del Sud Buenos Aires – CS Palermo 1:3                                                     |
| 24 października 1926 | CA Estudiantes – CA Independiente 0:2                                                               |
| 24 października 1926 | CA Platense – Quilmes Athletic Buenos Aires walkower dla Platense                                   |
| 21 listopada 1926    | San Isidro Buenos Aires – CA Vélez Sarsfield 2:1                                                    |
| 8 grudnia 1926       | Racing Club de Avellaneda – Liberal Argentino Buenos Aires 3:2                                      |
| 8 grudnia 1926       | Estudiantes La Plata – Sportivo Almagro Buenos Aires 0:1                                            |
| 8 grudnia 1926       | River Plate – Sportivo Buenos Aires walkower dla Sportivo Buenos Aires                              |
| ??                   | Excursionistas Buenos Aires – Defensores de Belgrano Buenos Aires 1:1                               |
| ??                   | Estudiantil Porteño Buenos Aires – Ferro Carril Oeste 1:0                                           |

### Kolejka 25
| Data                 | Mecz                                                                                           |
| -------------------- | ---------------------------------------------------------------------------------------------- |
| 31 października 1926 | Gimnasia y Esgrima La Plata – CA Platense 4:1                                                  |
| 31 października 1926 | Liberal Argentino Buenos Aires – River Plate 3:2 ?, ? – Meraldi, Irurieta                      |
| 31 października 1926 | Atlanta Buenos Aires – Argentino del Sud Buenos Aires 2:2                                      |
| 31 października 1926 | Sportivo Buenos Aires – CA Tigre walkower dla Sportivo Buenos Aires                            |
| 31 października 1926 | Sportivo Almagro Buenos Aires – CA Banfield walkower dla Sportivo Almagro Buenos Aires         |
| 31 października 1926 | San Isidro Buenos Aires – Ferro Carril Oeste walkower dla Ferro Carril Oeste                   |
| 14 listopada 1926    | CS Palermo – CA Estudiantes 0:1                                                                |
| 14 listopada 1926    | Quilmes Athletic Buenos Aires – Racing Club de Avellaneda 4:1                                  |
| 14 listopada 1926    | Talleres Remedios de Escalada – San Lorenzo de Almagro 0:2 Alfredo Carricaberry, Diego García  |
| 14 listopada 1926    | CA Vélez Sarsfield – Barracas Central Buenos Aires 3:3                                         |
| 21 listopada 1926    | CA Independiente – Excursionistas Buenos Aires 6:3                                             |
| 21 listopada 1926    | Defensores de Belgrano Buenos Aires – Estudiantes La Plata walkower dla Defensores de Belgrano |
| 21 listopada 1926    | Club Atlético Lanús – Estudiantil Porteño Buenos Aires walkower dla Lanús                      |

### Końcowa tabela sezonu 1926 ligi Asociación Amateurs de Football
| Poz | Klub                                | Mecze | Zw | Rem | Por | Pkt | BrZd | BrStr |
| --- | ----------------------------------- | ----- | -- | --- | --- | --- | ---- | ----- |
| 1   | CA Independiente                    | 25    | 21 | 4   | 0   | 46  | 75   | 14    |
| 2   | San Lorenzo de Almagro              | 25    | 21 | 3   | 1   | 45  | 71   | 21    |
| 3   | CA Platense                         | 25    | 16 | 5   | 4   | 37  | 41   | 18    |
| 4   | Racing Club de Avellaneda           | 25    | 16 | 2   | 7   | 34  | 51   | 36    |
| 5   | Gimnasia y Esgrima La Plata         | 25    | 13 | 7   | 5   | 33  | 41   | 27    |
| 6   | Club Atlético Lanús                 | 25    | 13 | 7   | 5   | 33  | 38   | 28    |
| 7   | CA Vélez Sarsfield                  | 25    | 10 | 11  | 4   | 31  | 38   | 27    |
| 8   | CS Palermo                          | 25    | 14 | 3   | 8   | 31  | 51   | 38    |
| 9   | Quilmes Athletic Buenos Aires       | 25    | 13 | 3   | 9   | 29  | 46   | 22    |
| 10  | Sportivo Almagro Buenos Aires       | 25    | 12 | 4   | 9   | 28  | 26   | 25    |
| 11  | River Plate                         | 25    | 10 | 4   | 11  | 24  | 32   | 24    |
| 12  | Defensores de Belgrano Buenos Aires | 25    | 10 | 4   | 11  | 24  | 24   | 32    |
| 13  | CA Tigre                            | 25    | 7  | 8   | 10  | 22  | 32   | 36    |
| 14  | Talleres Remedios de Escalada       | 25    | 10 | 2   | 13  | 22  | 28   | 36    |
| 15  | Estudiantes La Plata                | 25    | 8  | 5   | 12  | 21  | 37   | 35    |
| 16  | Ferro Carril Oeste                  | 25    | 7  | 6   | 12  | 20  | 28   | 37    |
| 17  | Barracas Central Buenos Aires       | 25    | 7  | 5   | 13  | 19  | 31   | 42    |
| 18  | Estudiantil Porteño Buenos Aires    | 25    | 5  | 9   | 11  | 19  | 25   | 38    |
| 19  | Sportivo Buenos Aires               | 25    | 7  | 5   | 13  | 19  | 24   | 39    |
| 20  | Excursionistas Buenos Aires         | 25    | 6  | 7   | 12  | 19  | 23   | 43    |
| 21  | CA Banfield                         | 25    | 5  | 9   | 11  | 19  | 16   | 37    |
| 22  | San Isidro Buenos Aires             | 25    | 8  | 2   | 15  | 18  | 32   | 46    |
| 23  | Liberal Argentino Buenos Aires      | 25    | 7  | 4   | 14  | 18  | 21   | 37    |
| 24  | CA Estudiantes                      | 25    | 6  | 5   | 14  | 17  | 22   | 45    |
| 25  | Argentino del Sud Buenos Aires      | 25    | 5  | 4   | 16  | 14  | 22   | 56    |
| 26  | Atlanta Buenos Aires                | 25    | 1  | 6   | 18  | 8   | 22   | 58    |